# Rigas 1. Statsgymnasium
Rigas 1. Statsgymnasium (lettisk: Rīgas Valsts 1. ģimnāzija) er den ældste eksisterende skole i Baltikum, og der tilbydes ungdomsuddannelse fra 7. til 12. klasse i Riga, hovedstaden i Letland. Skolen etableredes i 1211, et årti efter selve Rigas grundlæggelse. Dets navn og undervisningsprog er skiftet adskillige gange gennem dets historie. Lettisk har været hovedsproget siden 1919.
I dag er gymnasiet kendt for sine programmer indenfor naturvidenskab, matematik og datalogi. Studenter, som ønsker optagelse på gymnasiet, skal igennem en optagelsesprøve i matematik. Optagelsesfrekvensen er, med så mange som seks kandidater per plads, en af de laveste i landet. Siden 1997 har skolen optaget 30 til 40 personer til dets International Baccalaureate diplomprogram hvert år med undervisning på engelsk. Skolen var den første i Baltikum til at tilbyde IBO diplomprogrammet.
Hvert år gennemfører et antal 12.-klasses studerende Das Deutsches Sprachdiplom ved en eksamen i forbindelse med de almindelige afgangseksamener. Denne eksamen muliggør videre uddannelse i tysktalende lande.
Rigas 1. Statsgymnasium har konstant ligget først blandt lettiske skoler. Studenternes gennemsnitlige resultater ved afgangsprøver- og eksamener er de højeste i landet. Rigas 1. Statsgymnasium er også den skole i Letland som kommer ind på en førsteplads når det kommer til dets studenters resultater i diverse nationale og internationale konkurrencer og olympiader.

## Notable alumne
- Wilhelm Ostwald – tysbaltisk nobelprisvinder i kemi
- Kristjan Jaak Peterson – Estisk poet, anses generelt for grundlæggeren af moderne estisk poesi
- Einars Repše – Lettisk politiker, tidligere lettisk premierminister